# Galaboyoun (Kelbajar)
Galaboyoun est un village de la région de Kelbajar en Azerbaïdjan.

## Histoire
En 1993-2020, le village était sous le contrôle des forces armées arméniennes. Le 25 novembre 2020, sur la base d'un accord trilatéral entre l'Azerbaïdjan, l'Arménie et la Russie en date du 10 novembre 2020, la région de Kelbajar, y compris le village de Galaboyoun, a été restituée sous le contrôle de l'Azerbaïdjan.

## Géographie
Le village de Galaboyoun de la région de Kelbajar est situé dans la circonscription administrative du village de Tirkechevend.

## Sources
Alif boulaghi, Chahmar boulaghi, Maryam boulaghi, Tourch sou, Galanoutchan boulag, Atlargedan boulaghi, Gaynar boulag, Guzey boulaghi, Galanin boulaghi, Gourou boulag, Sari boulag, etc.